# Улица Украинский Хутор
Улица Украинский Хутор (до 2022 года — улица Ватутина) (укр. Вулиця Український Хутір) — улица в Новозаводском районе города Чернигова. Пролегает от улицы Александра Довженко (Толстого) (без проезда) до улицы Василия Симоненко (Десняка), исторически сложившаяся местность (район) Холодные Яры.
Примыкает улица Пантелеймоновская (Малясова), Леси Украинки, Николая Василенко.

## История
Улица Дача Тиволи проложена в 19 веке, где первые усадебные дома были построены в конце 19 века. В период 1919-1927 годы называлась Украинский Хутор, затем — 1-й Украинский Хутор.
После Великой Отечественной войны улица 1-й Украинский Хутор переименована на улица Ватутина — в честь Героя Советского Союза Николая Фёдоровича Ватутина.
С целью проведения политики очищения городского пространства от топонимов, которые возвеличивают, увековечивают, пропагандируют или символизируют Российскую Федерацию и Республику Беларусь, 1 августа 2022 года улице было возвращено историческое название, согласно Решению Черниговского городского совета № 19/VIII-6 «Про переименование улиц в городе Чернигове» («Про перейменування вулиць у м. Чернігові»)

## Застройка
Улица проложена в северном направлении. Парная и непарная стороны улицы заняты усадебной застройкой. Имеет проезды к улицам Колосковых и Фабричной. 
Учреждения: нет
Есть ряд рядовых исторических зданий, что не являются памятниками архитектуры или истории, усадебные дома №№ 11, 14, 18, 32, 40, 45, 46 — деревянные на кирпичных фундаментах, № 5 — деревянный на высоком кирпичном цоколе, № 12, 17 — кирпичные 5-оконные. Дом № 14 — деревянный на кирпичном фундаменте, окна украшены наличниками и сандриками, горизонтальная линия карниза — резным декором; часть здания обшита сайдингом. 